# Beth Botsford
Beth Anne Botsford  (ur. 21 maja 1981 w Baltimore), amerykańska pływaczka. Dwukrotna złota medalistka olimpijska z Atlanty.
Specjalizowała się w stylu grzbietowym i w Atlancie triumfowała na dystansie 100 metrów. Kolejne złoto dorzuciła w sztafecie 4x100 m zmiennym. Miała wówczas 15 lat. Brała udział w Igrzyskach Panamerykańskich (1999) oraz Uniwersjadzie (2003).

## Starty olimpijskie (medale)
Atlanta 1996
- 100 m grzbietem, 4x100 m zmiennym -  złoto